# Atlantisk trådsill
Atlantisk trådsill (Opisthonema oglinum) är en fiskart som först beskrevs av Lesueur, 1818.  Atlantisk trådsill ingår i släktet Opisthonema och familjen sillfiskar. Inga underarter finns listade.

## Bildgalleri

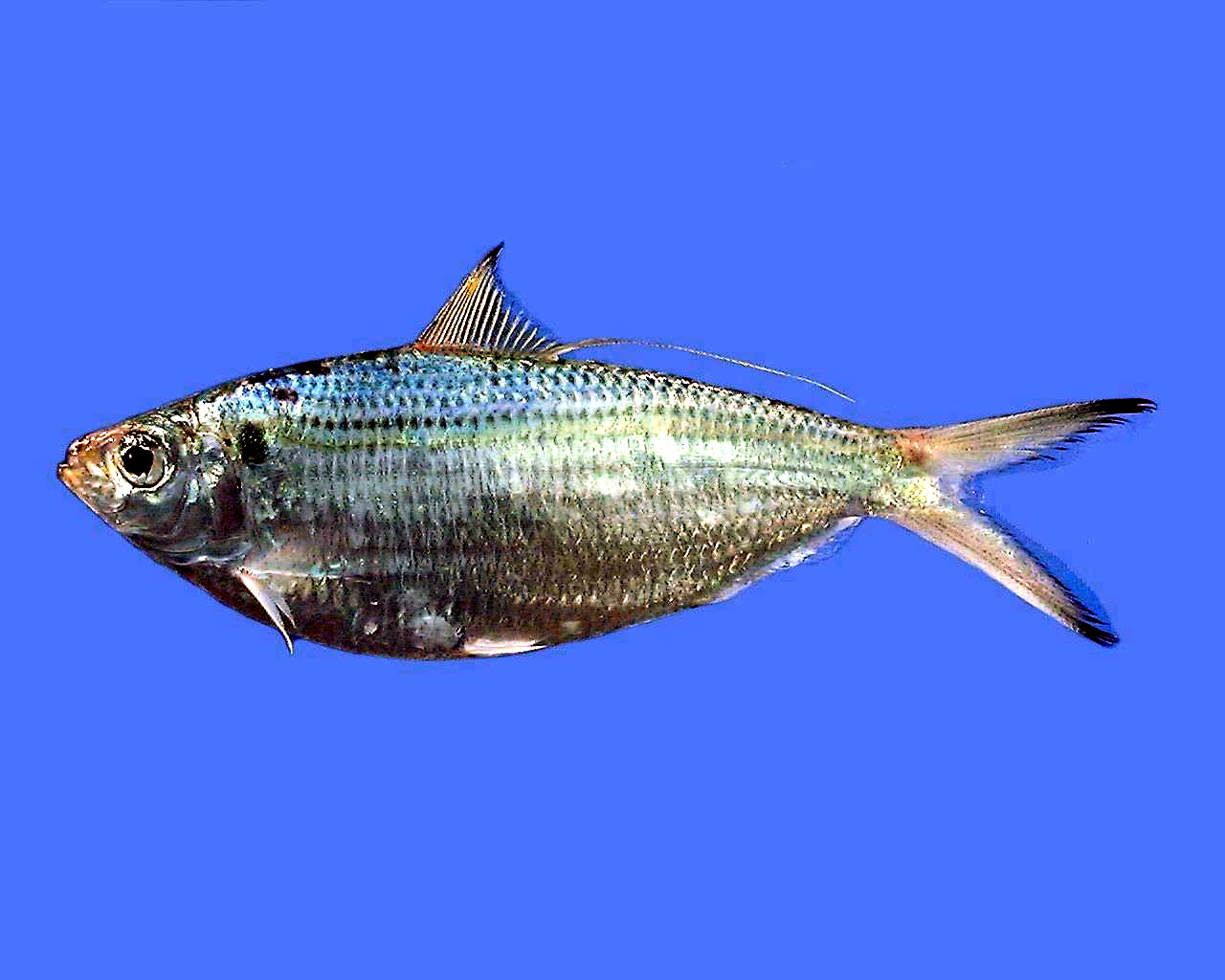